# Martin Theodoor Houtsma
Martin Theodoor Houtsma (Rauwerderhem, Friesland, 15 januari 1851 – Utrecht, 9 februari 1943) was een Nederlands oriëntalist. 
Hij was lid van de Koninklijke Nederlandse Akademie van Wetenschappen. 
Hij is vooral bekend als redacteur van een vijfdelig standaardwerk over de islam, "Encyclopaedia of Islam".

## Publicaties (selectie)
- M. Th. Houtsma et al. (eds.): The Encyclopædia of Islam. A Dictionary of the Geography, Ethnography and Biography of the Muhammadan Peoples. 4 vols. and Suppl., Leiden: Brill, 1913-38
- De strijd over het dogma in den Islam tot op el-Ashcari. Leiden, 1875
- Histoire des Seldjoucides de l'Iraq. Leiden, 1889
- 'Bilder aus einem Persischen Fālbuch'. In: Internationales Archiv für Ethnographie, Bd. III, 1890
- De Ontwikkelingsgang der hebreeuwsche taalstudie. Utrecht, 1890
- 'Some Remarks on the History of the Saljuks'. In: Acta Orientalia 3 (1924)